# ژان مارک شایر
ژان مارک شایر (انگلیسی: Jean-Marc Schaer؛ زادهٔ ۱ ژانویهٔ ۱۹۵۳) بازیکن فوتبال اهل فرانسه است.
از باشگاه‌هایی که در آن بازی کرده‌است می‌توان به باشگاه فوتبال سن-اتین، باشگاه فوتبال اوسر، باشگاه فوتبال والنسین، و باشگاه فوتبال نیس اشاره کرد.